# Sepulchrijnenklooster
Het Sepulchrijnenklooster was een klooster in Maaseik.
De Reguliere Kanunnikessen van het Heilig Graf bezaten een in 1480 gesticht klooster te Kinrooi, en trokken in 1495 naar Maaseik, waar ze zich vestigden in de Pelserstraat, binnen de stadsomwalling. Dit Sepulchrienenklooster, ook Kinderklooster (naar Kinrooi) of Klein Klooster bleef bestaan tot 1520. Toen vertrokken de zusters naar Windesheim.
In 1855 vestigden de kruisheren zich op de plaats van dit klooster.